# 室根高原県立自然公園
室根高原県立自然公園（むろねこうげんけんりつしぜんこうえん）は、岩手県一関市室根町折壁一帯から陸前高田市にまたがる県立自然公園である。

## 概要
1974年（昭和49年）に岩手県立自然公園に指定された。標高895.4mの室根山は、頂上付近に障害物がなく、太平洋が遠望できる。付近は1971年（昭和46年）に環境庁指定国民休養地、1988年（昭和63年）に室根高原ふるさと自然公園室根山国民休養地指定を受けている。

## 施設や見所
- 望洋平キャンプ場
- ふるさと自然公園センター
- きらら室根山天文台
- 自然研究路
- 展望休憩所[3]